# Herbert Erhardt
Herbert Erhardt (6 de julio de 1930-3 de julio de 2010), fue un futbolista alemán, se desempeñaba como defensa, participó en hasta tres mundiales, y ganó la Copa del Mundo de 1954.

## Clubes
| Club             | País     | Año         |
| ---------------- | -------- | ----------- |
| SpVgg Fürth      | Alemania | 1948 - 1962 |
| Bayern de Múnich | Alemania | 1962 - 1964 |

- Datos: Q702463
- Multimedia: Herbert Erhardt / Q702463